# Алеутская крачка
Алеутская крачка, или камчатская крачка (лат. Onychoprion aleuticus), — вид морских птиц из семейства чайковых (Laridae). Подвидов не выделяют. Ранее этот вид относили к роду крачек (Sterna).

## Описание
Алеутская крачка достигает длины 32—39 см и массы 84—140 г: размах крыльев варьирует от 75 до 80 см. Половой диморфизм не выражен. В брачном наряде у взрослых особей белый лоб, чёрная шапочка, серая мантия. Надхвостье и глубоко раздвоенный хвост белого цвета. Нижняя часть крыльев беловатая, первостепенные маховые перья с тёмными кончиками, а второстепенные маховые с тёмной полосой. Короткий заострённый клюв  и ноги чёрного цвета.
Крик — музыкальное whee-hee-hee.

## Распространение
Размножаются в колониях на восточной оконечности Сибири, на Аляске и её островах. Мигрируют на большие расстояния, зимуя в Австралазии и Океании, у Индонезии, Филиппин и Папуа-Новой Гвинеи, а также между этими пунктами. Во время миграций в больших количествах появляются в Китае и Малайзии. Зафиксирован единичный залёт в Европу.
Охотятся, ныряя за рыбой. Предложение рыбы самке самцом является частью ритуалов ухаживания. В кладке 2—3 яйца. 